# Triumph TR65-serie
De Triumph TR65-serie was een kleine serie motorfietsen die het Britse merk Triumh produceerde van 1981 tot 1983.

## Voorgeschiedenis
Sinds de Triumph 6T Thunderbird (1950-1966) had Triumph geen 650cc-toermotorfiets meer gebouwd. Er waren wel 650cc-modellen geweest, zoals de TR6 Trophy en de T120 Bonneville, maar dat waren allemaal sport- en terreinmotoren. In 1973 werd Triumph verkocht aan Dennis Poore, die Norton-Villiers-Triumph oprichtte, maar die ook de Triumph-fabriek in Meriden dreigde te sluiten. De werknemers staakten 18 maanden lang en uiteindelijk werd er een compromis gevonden. Met steun van de regering Wilson werd de Meriden Motorcycle Co-operative opgericht, met de werknemers zelf aan het roer, maar met NVT als opdrachtgever en afnemer. Eind jaren zeventig leverde de werknemerscoöperatie alleen nog 750cc-paralleltwins: de T140 Bonneville met twee carburateurs en de TR7 Tiger met enkele carburateur.

### 1981
In 1981 stond ook de Meriden Motorcycle Co-operative aan de rand van de afgrond. De Triumph-motorfietsen waren te duur en te ouderwets om te concurreren met de Japanse merken en konden ook slechts met moeite voldoen aan de strenge milieu-eisen van de belangrijkste markt, die in de Verenigde Staten. Men zocht de vlucht naar voor met veel nieuwe modellen, 
zoals de Triumph T140LE Bonneville Royal Wedding ter gelegenheid van het huwelijk van prins Charles met Diana Spencer, de T140AV Bonneville met in rubber opgehangen motorblok, de T140ES Bonneville Executive met kofferset en stuurkuipje, de T140W TSS met door Weslake ontwikkelde vierkleps-cilinderkoppen en de TR7T Tiger Trail voor offroadgebruik.

## Triumph TR65(S) Thunderbird
| De versie voor het Verenigd Koninkrijk, met zwart gespoten zijdeksels op de motor    |
| Een van de vele bezuinigingen: controlelampjes op de plaats van de toerenteller.     |
| De UK/ROW-versie vanaf 1982 met gepolijste motordeksels maar nog zonder toerenteller |

De Triumph TR65 Thunderbird verscheen ook in 1981. Het was een kleinere versie van de T140 Bonneville, wat werd bereikt door de slag in te korten van 82 mm naar 71,5 mm, waardoor de cilinderinhoud op 648,7 cc kwam. Het kostte de motor was kracht in de lage toerentallen, maar ze reageerde levendiger op het gas en trilde minder. De naam "Thunderbird" wees op het toeristische karakter van de machine. De machine was bedoeld als goedkoop alternatief voor de beginnende rijder en ze moest een brandstofverbruik van 1:19 hebben. Het slapende bestuurslid van The Meriden Motorcycle Co-operative Geoffrey Robinson was een Labour-kamerlid dat een grote rol had gespeeld bij de financiële steun die voor de oprichting van de Meriden Motorcycle Co-operation nodig was geweest. Hij had grote bezwaren bij het uitbrengen van de 650cc-TR65 Thunderbird en ook van een voorgesteld 125cc-model voor beginnende motorrijders. Hij was bang dat de lichtere modellen de verkoop van de winstgevende 750cc-modellen zou hinderen. Het bestuur vond echter dat de lichtere modellen eerder een opstap naar zwaardere modellen vormden. Hoewel er een aantal TR65's werd gebouwd in de stijl voor de Verenigde Staten met een kleinere 9liter-tank en een hoog stuur, konden die niet worden geëxporteerd omdat ze enkel geleverd werd met de Amal Concentric MkI-carburateur, die weliswaar een moeilijk bereikbare choke had maar die ook gevlotterd kon (moest) worden. Dat systeem kwam niet door de keuring van de Amerikaanse Environmental Protection Agency. Deze machines werden verkocht in het Verenigd Koninkrijk, Europa en de landen van het Britse Gemenebest. De UK/ROW-modellen kregen een Italiaanse Paioli 18 liter tank, hoewel er door leveringsproblemen ook exemplaren met de oude 18 liter "broodtrommeltank" van Triumph zelf werden gebouwd. Er werd ook een Triumph TR65S Thunderbird met elektronische ontsteking en startmotor gebouwd, mogelijk slechts 1 exemplaar. Het Londense echtpaar Richard en Mopsa English voorzagen de machine van een Squire-bagagezijspan en een Hedingham-schommelvoorvork en maakte er van 1982 tot 1986 een wereldreis mee, die ze beschreven in hun boek "Full Circle". Deze zijspancombinatie staat tentoongesteld in het London Motorcycle Museum. 

### Bezuinigingen
Hoewel gericht op de "economy"-klasse, was de TR65 erg duur. In Nederland kostte ze in 1982 10.750 gulden. Een Moto Guzzi V 65 kostte 10.000 gulden, een viercilinder Honda CB 650 kostte 8.000 gulden, een Kawasaki Z 650 kostte 8.500 gulden, een Suzuki GS 650 kostte 8.000 gulden en een Yamaha XJ 650 kostte 9.000 gulden. Alleen de BMW R65 was met 11.300 gulden duurder dan de Triumph, maar al deze machines hadden een startmotor en waren sterker en sneller dan de Thunderbird. Triumph had bezuinigd op de startmotor, de zijstandaard, het zadel (mindere kwaliteit), de banden (Dunlop in plaats van de betere Avon's), toerenteller, de carburateur (Amal in plaats van Bing), contactpuntjes in plaats van elektronische ontsteking, chroom en de remmen (trommelrem in plaats van schijfrem achter). Dat werd echter tenietgedaan door de koers van het Britse pond en het feit dat de machines grotendeels met de hand gebouwd werden. De machines in Meriden dateerden grotendeels uit 1942. 
In 1982 kregen de machines alsnog de duurdere Avon-banden, toerenteller en Marzocchi-schokdempers. De UK/ROW-versies kregen ook gepolijste motorzijdeksels.

### Motor
De motor was een luchtgekoelde, dwarsgeplaatste paralleltwin, een kopklepmotor waarvan de kleppen bediend werden door stoterstangen en tuimelaars. De boring bedroeg 76 mm, de slag 71,5 mm, de cilinderinhoud 648,7 cc en de compressieverhouding 8,6:1. Daarmee leverde hij een vermogen van 42 pk bij 6.500 tpm. De beide nokkenassen waren laag geplaatst, die voor de inlaatkleppen achter het cilinderblok en die voor de uitlaatkleppen ervoor. De machine had een twee-in-een-uitlaat. De smering werd verzorgd door een dry-sumpsysteem waarvoor de olie in de bovenste framebuis bewaard werd. De machine had accu-bobine-ontsteking, aanvankelijk nog met contactpuntjes, maar de latere TR65T Tiger Trail kreeg elektronische ontsteking.

### Transmissie
Op het linker krukasuiteinde zat het voortandwiel van de primaire transmissie, die via een duplexketting verliep. Die dreef de meervoudige natte plaatkoppeling aan en vervolgens de vijfversnellingsbak met het schakelpedaal links en de kickstarter rechts. De secundaire transmissie verliep via een ketting. 

### Rijwielgedeelte
Het "Oil-in-frame"-rijwielgedeelte stamde rechtstreeks van de 750cc-Triumph TR7V Tiger. Het was een dubbel wiegframe met de motorolie in de bovenste framebuis. De telescoopvork aan de voorkant kreeg kritiek omdat ze last had van stick-slip, een probleem dat bij de terreinuitvoeringen TR7T Tiger Trail en de TR65T Tiger Trail nog zwaarder woog omdat ze deze voorvork ook gebruikten. Voor zat een enkele Lockheed-schijfrem, achter een simplex-trommelrem. De achtervering werd verzorgd door een swingarm met twee Girling-veer/demperelementen. De achtervering werd als "hard" bestempeld, maar ook hier had men moeten bezuinigen door Girlings te gebruiken in plaats van de duurdere Marzocchi's.

## Triumph TR65 Thunderbird Derny
Het Velodrome in Leicester bestelde tien gangmaakmotoren op basis van de TR65 Thunderbird. Deze machines werden later doorverkocht aan het Herne Hill Velodrome in Londen. De TR65 Thunderbird Derny had een verhoogd zadel, zodat de rijder feitelijk rechtop stond om zo veel mogelijk wind te vangen. Daarom moest ook het stuur worden verlengd. Omdat de snelheid niet hoger was dan die van de wielrenners, was de gearing aangepast door een groot achtertandwiel te monteren. De achtervering was vervallen, net als de verlichting en de spatborden.

## Triumph TR65T Tiger Trail
| TR65T Tiger Trail uit 1982 |

Na de test van de Triumph TR7T Tiger Trail suggereerde Motor Cycle News dat de 650cc-motor van de TR65 Thunderbird nog geschikter zou zijn voor de aandrijving van de offroadmotor. Brian Jones had de 750cc-motor al getemperd door de toepassing van een enkele carburateur, het verlagen van de compressieverhouding en de toepassing van tammere nokkenassen en had wel oren naar het gebruik van de lichtere motor, die immers bekend stond om zijn goede gasreactie terwijl het vermogen hetzelfde bleef. 
De TR65T Tiger Trail werd alleen geleverd in "Sunburst Yellow', inclusief de spatborden en zijdeksels. Ze had een kleine Paioli-12,4liter-tank, maar die voor de VS-modellen was nog kleiner: 9 liter. Het stuur en de tankdop hadden een zwarte poedercoating, de twee-in-een-uitlaat was zwart verchroomd. Voor zat een enkele Lockheed AP-schijfrem, achter een simplex-trommelrem. De rechthoekige richtingaanwijzers en het remlicht werden geleverd door het Duitse ULO. De Bumm-spiegels kwamen ook uit Duitsland. De achterschokdempers waren van Marzocchi, maar de telescoopvork was identiek aan die van de straatmodellen. De velgen kwamen van Radaelli en waren geschoeid met Avon-Mudplugger-terreinbanden. De koplamp was kleiner dan bij de straatmodellen en voorzien van een steenslaggaasje. De twee-in-een-uitlaat was links omhooggebogen. In vergelijking met de TR7T Tiger Trail had de TR65 wel een toerenteller, elektronische ontsteking, duovoetsteunen en een middenbok. Een duopassagier paste nog steeds nauwelijks op het te kleine ¾-zadel, maar onmogelijk was het niet nu de omhooggebogen twee-in-een-uitlaat aan de linkerkant een hitteschild had gekregen. Deze extra's maakten de machine echter precies even duur als de 750cc-TR7T Tiger Trail. Terwijl de TR7T werd vergeleken met de BMW R80G/S (en die vergelijking in het terrein goed doorstond, maar op de weg niet), werd de TR65 vergeleken met de zeer licht offroads uit Japan. Die vergelijking kon ze alleen al op basis van haar prijs van 10.950 gulden niet aan: een Honda XL 500 R kostte slechts 6.500 gulden, een Suzuki DR 500 S 6.000 gulden en een Yamaha XT 550 6.500 gulden. Deze machines hadden soms wat minder vermogen, maar ze waren 20 kg lichter dan de Triumph. De TR65T Tiger Trail werd dan ook alleen in 1982 geleverd en ging tegelijk met de TR7T uit productie.

## Triumph Daytona 600 en TR60 Thunderbird 600
In 1983 bouwde Triumph nog twee prototypen op basis van de TR65-motor maar teruggebracht naar 600 cc om in een lagere verzekeringsklasse te vallen. De Triumph Daytona 600 was een verkleinde versie van de TR65 Thunderbird, maar zonder kickstarter, die nu maar eens eindelijk moest verdwijnen. Andere merken gebruikten die alleen nog op de allroad- en offroadmodellen. De machine kreeg ook een kunststof "kontje" achter het duozadel, zoals de Triumph TSX. De Triumph TR60 Thunderbird 600 had eigenlijk ook alleen een startmotor. Er werd maar een enkel exemplaar gebouwd. Dat werd op verzoek van het Britse ministerie van Defensie omgebouwd tot kickstartermodel. Mogelijk was dat een laatste poging van de regering Thatcher om Triumph nog te redden met militaire leveringen. Deze machine werd op 1 juni 1983 gebouwd en volgens de archieven in bezit van de Vintage Motor Cycle Club was dit de voorlaatste compleet afgebouwde Triumph in Meriden. De laatste was de TSS-AV, op 27 juni speciaal gebouwd voor Chris Buckle, de eigenaar van Roebucks Motorcycles.

## Einde productie
Zoals gezegd werd de laatste Triumph gebouwd op 27 juni 1983. In augustus ging het merk in vrijwillige liquidatie. 

## Technische gegevens
| Triumph                | TR65 Thunderbird                      | TR65S Thunderbird                     | TR65 Thunderbird Derny                | TR65T Tiger Trail                     | Daytona 600                  | TR60 Thunderbird 600         |
| ---------------------- | ------------------------------------- | ------------------------------------- | ------------------------------------- | ------------------------------------- | ---------------------------- | ---------------------------- |
| Periode                | 1981-1983                             | 1982                                  | 1982                                  | 1982                                  | 1983                         | 1983                         |
| Categorie              | Toer                                  | Toer                                  | Gangmaker                             | Offroad                               | Prototype                    | Prototype                    |
| Motortype              | Stoterstangen kopklepmotor            | Stoterstangen kopklepmotor            | Stoterstangen kopklepmotor            | Stoterstangen kopklepmotor            | Stoterstangen kopklepmotor   | Stoterstangen kopklepmotor   |
| Bouwwijze              | Dwarsgeplaatste paralleltwin          | Dwarsgeplaatste paralleltwin          | Dwarsgeplaatste paralleltwin          | Dwarsgeplaatste paralleltwin          | Dwarsgeplaatste paralleltwin | Dwarsgeplaatste paralleltwin |
| Koeling                | Lucht                                 | Lucht                                 | Lucht                                 | Lucht                                 | Lucht                        | Lucht                        |
| Boring                 | 76,0 mm                               | 76,0 mm                               | 76,0 mm                               | 76,0 mm                               | 76,0 mm                      | 76,0 mm                      |
| Slag                   | 71,5 mm                               | 71,5 mm                               | 71,5 mm                               | 71,5 mm                               | 66,0 mm                      | 66,0 mm                      |
| Cilinderinhoud         | 648,7 cc                              | 648,7 cc                              | 648,7 cc                              | 648,7 cc                              | 598,8 cc                     | 598,8 cc                     |
| Carburateur(s)         | Amal Concentric MkI 30 mm-carburateur | Amal Concentric MkI 30 mm-carburateur | Amal Concentric MkI 30 mm-carburateur | Amal Concentric MkI 30 mm-carburateur | Onbekend                     | Onbekend                     |
| Ontsteking             | Accu-bobine                           | Accu-bobine                           | Accu-bobine                           | Accu-bobine                           | Accu-bobine                  | Accu-bobine                  |
| Smeersysteem           | Dry-sumpsysteem                       | Dry-sumpsysteem                       | Dry-sumpsysteem                       | Dry-sumpsysteem                       | Dry-sumpsysteem              | Dry-sumpsysteem              |
| Compressieverhouding   | 8,6:1                                 | 8,6:1                                 | 8,6:1                                 | 8,6:1                                 | 8,5:1                        | 8,5:1                        |
| Max. vermogen          | 42 pk bij 6.500 tpm                   | 42 pk bij 6.500 tpm                   | 42 pk bij 6.500 tpm                   | 42 pk bij 6.500 tpm                   | Onbekend                     | Onbekend                     |
| Topsnelheid            | 150 km/uur                            | 150 km/uur                            | Onbekend                              | 150 km/uur                            | >160 km/uur                  | >160 km/uur                  |
| Primaire aandrijving   | Duplexketting                         | Duplexketting                         | Duplexketting                         | Duplexketting                         | Duplexketting                | Duplexketting                |
| Koppeling              | Meervoudige natte plaat               | Meervoudige natte plaat               | Meervoudige natte plaat               | Meervoudige natte plaat               | Meervoudige natte plaat      | Meervoudige natte plaat      |
| Versnellingen          | 5                                     | 5                                     | 5                                     | 5                                     | 5                            | 5                            |
| Secundaire aandrijving | Ketting                               | Ketting                               | Ketting                               | Ketting                               | Ketting                      | Ketting                      |
| Startmethode           | Kickstarter                           | Kickstarter + startmotor              | Duwstart                              | Kickstarter                           | Startmotor                   | Startmotor                   |
| Rijwielgedeelte        | Dubbel wiegframe                      | Dubbel wiegframe                      | Dubbel wiegframe                      | Dubbel wiegframe                      | Dubbel wiegframe             | Dubbel wiegframe             |
| Voorvork               | Telescoopvork                         | Telescoopvork                         | Telescoopvork                         | Telescoopvork                         | Telescoopvork                | Telescoopvork                |
| Achtervork             | Swingarm                              | Swingarm                              | Star                                  | Swingarm                              | Swingarm                     | Swingarm                     |
| Voorrem                | Schijfrem                             | Schijfrem                             | Schijfrem                             | Schijfrem                             | Schijfrem                    | Schijfrem                    |
| Achterrem              | Trommelrem                            | Trommelrem                            | Trommelrem                            | Trommelrem                            | Trommelrem                   | Trommelrem                   |
| Tankinhoud             | 18,2 liter                            | 18,2 liter                            | 18,2 liter                            | 12,4 liter                            | Onbekend                     | Onbekend                     |
| Droog gewicht          | 170 kg                                | Onbekend                              | Onbekend                              | 170 kg                                | Onbekend                     | Onbekend                     |